# Valencia Basket Club 2023-2024
Questa voce raccoglie le informazioni riguardanti il Valencia Basket Club nelle competizioni ufficiali della stagione 2023-2024.

## Stagione
La stagione 2023-2024 del Valencia Basket Club è la 35ª nel massimo campionato spagnolo di pallacanestro, la Liga ACB.

## Roster
Aggiornato al 16 agosto 2023.
| Valencia Basket Club 2023-24 | Valencia Basket Club 2023-24 |
| Giocatori                    | Staff tecnico                |
| ---------------------------- | ---------------------------- |

| N. | Naz.                                        | Ruolo | Nome                   | Anno | Alt.   | Peso   |  |
| -- | ------------------------------------------- | ----- | ---------------------- | ---- | ------ | ------ |  |
| 0  | Stati Uniti (bandiera)                      | P     | Jared Harper           | 1997 | 178 cm | 79 kg  |  |
| 1  | Spagna (bandiera)                           | A     | Víctor Claver (C)      | 1988 | 207 cm | 102 kg |  |
| 2  | Spagna (bandiera)                           | AP    | Josep Puerto           | 1999 | 199 cm | 90 kg  |  |
| 3  | Stati Uniti (bandiera)                      | AC    | Nate Reuvers           | 1998 | 211 cm | 107 kg |  |
| 4  | Spagna (bandiera)                           | AC    | Jaime Pradilla         | 2001 | 202 cm | 106 kg |  |
| 5  | Stati Uniti (bandiera)                      | AP    | Justin Anderson        | 1993 | 198 cm | 104 kg |  |
| 6  | Spagna (bandiera)                           | AP    | Xabier López-Arostegui | 1997 | 200 cm | 98 kg  |  |
| 7  | Stati Uniti (bandiera) · Armenia (bandiera) | P     | Chris Jones            | 1993 | 188 cm | 91 kg  |  |
| 8  | Spagna (bandiera)                           | P     | Guillem Ferrando       | 2002 | 184 cm | 78 kg  |  |
| 10 | Francia (bandiera)                          | AG    | Damien Inglis          | 1995 | 203 cm | 112 kg |  |
| 16 | Serbia (bandiera)                           | P     | Stefan Jović           | 1990 | 195 cm | 94 kg  |  |
| 21 | Senegal (bandiera)                          | C     | Boubacar Touré         | 1995 | 213 cm | 109 kg |  |
| 24 | Islanda (bandiera)                          | P     | Martin Hermannsson     | 1994 | 190 cm | 77 kg  |  |
| 27 | Francia (bandiera) · Guinea (bandiera)      | C     | Alpha Kaba             | 1996 | 208 cm | 103 kg |  |
| 30 | Canada (bandiera) · Giamaica (bandiera)     | G     | Kassius Robertson      | 1994 | 191 cm | 82 kg  |  |
| 32 | Stati Uniti (bandiera) · Uganda (bandiera)  | C     | Brandon Davies         | 1991 | 209 cm | 109 kg |  |
| 37 | Stati Uniti (bandiera) · Nigeria (bandiera) | A     | Semi Ojeleye           | 1994 | 199 cm | 107 kg |  |
| 47 | Canada (bandiera) · Slovenia (bandiera)     | P     | Kevin Pangos           | 1993 | 185 cm | 81 kg  |  |
| 55 | Spagna (bandiera)                           | AP    | Sergio De Larrea       | 2005 | 198 cm |        |  |
| -  | Spagna (bandiera)                           | P     | Lucas Marí             | 2005 | 197 cm |        |  |

| Allenatore |
| - Álex Mumbrú (fino al 5 aprile) - Xavi Albert (dal 5 aprile)                                                                      |
| Assistente/i |
| - Xavi Albert (fino al 5 aprile) - Juan Maroto - Fernando San Emeterio Legenda - (C) Capitano - (IN) Inattivo - Infortunato Roster |

## Mercato

### Sessione estiva
| Acquisti | Acquisti           | Acquisti             | Acquisti               | Acquisti |
| R.a      | Nome               | da                   | Modalità               |          |
| -------- | ------------------ | -------------------- | ---------------------- | -------- |
| P        | Nenad Dimitrijević | UNICS Kazan'         | fine prestito          |          |
| P        | Guillem Ferrando   | Albacete             | fine prestito          |          |
| P        | Stefan Jović       | Saragozza            | definitivo (250.000 €) |          |
| G        | Kassius Robertson  | Scarborough S. Stars | svincolato             |          |
| A        | Semi Ojeleye       | Virtus Bologna       | definitivo (300.000 $) |          |
| AG       | Damien Inglis      | Gran Canaria         | svincolato             |          |
| AC       | Nate Reuvers       | Pall. Reggiana       | svincolato             |          |
| C        | Brandon Davies     | Olimpia Milano       | svincolato             |          |
| C        | Boubacar Touré     | Tofaş Bursa          | svincolato             |          |

| Cessioni | Cessioni           | Cessioni             | Cessioni       | Cessioni |
| R.       | Nome               | a                    | Modalità       |          |
| -------- | ------------------ | -------------------- | -------------- | -------- |
| P        | Nenad Dimitrijević | UNICS Kazan'         | fine contratto |          |
| P        | Shannon Evans      | Beijing Ducks        | fine contratto |          |
| P        | Sam Van Rossom     | Ostenda              | fine contratto |          |
| G        | Klemen Prepelič    | Free agent           | fine contratto |          |
| G        | Jonah Radebaugh    | Galatasaray          | fine contratto |          |
| AP       | Millán Jiménez     | S.P. Burgos          | prestito       |          |
| AG       | James Webb         | Maccabi Tel Aviv     | rescissione    |          |
| AC       | Kyle Alexander     | Hapoel Tel Aviv      | fine contratto |          |
| AC       | Jasiel Rivero      | Maccabi Tel Aviv     | fine contratto |          |
| C        | Bojan Dubljević    | Zenit S. Pietroburgo | fine contratto |          |

### Dopo l'inizio della stagione
| Acquisti | Acquisti        | Acquisti        | Acquisti         | Acquisti   |
| R.       | Nome            | da              | Data             | Modalità   |
| -------- | --------------- | --------------- | ---------------- | ---------- |
| AP       | Justin Anderson | Breogán         | 24 dicembre 2023 | svincolato |
| P        | Kevin Pangos    | Olimpia Milano  | 30 dicembre 2023 | svincolato |
| C        | Alpha Kaba      | Jiangsu Dragons | 2 aprile 2024    | svincolato |

| Cessioni | Cessioni           | Cessioni     | Cessioni         | Cessioni    |
| R.       | Nome               | a            | Data             | Modalità    |
| -------- | ------------------ | ------------ | ---------------- | ----------- |
| P        | Guillem Ferrando   | Estudiantes  | 30 dicembre 2023 | prestito    |
| P        | Martin Hermannsson | Alba Berlino | 10 gennaio 2024  | rescissione |